# San Gabriel, San Luis Potosí
San Gabriel är en ort i Mexiko.   Den ligger i kommunen Tierra Nueva och delstaten San Luis Potosí, i den centrala delen av landet, 290 km nordväst om huvudstaden Mexico City. San Gabriel ligger 1 773 meter över havet och antalet invånare är 239.
Terrängen runt San Gabriel är kuperad österut, men västerut är den platt. Runt San Gabriel är det glesbefolkat, med 19 invånare per kvadratkilometer. Närmaste större samhälle är Tierranueva, 2,0 km öster om San Gabriel. Trakten runt San Gabriel består i huvudsak av gräsmarker.